# Topolino e il gorilla
Topolino e il gorilla (The Gorilla Mystery) è un film del 1930 diretto da Burt Gillett. È un cortometraggio animato della serie Mickey Mouse, prodotto dalla Walt Disney Productions e uscito negli Stati Uniti il 22 settembre 1930, distribuito dalla Columbia Pictures. Il film non è stato doppiato in italiano.

## Trama
Topolino legge sul giornale dell'evasione di un grosso gorilla, e telefona a Minni per avvertirla. Lei dice di non avere paura e si mette a cantare e a suonare il pianoforte al telefono. In quel momento il gorilla arriva a casa di Minni, la porta in una stanza del piano superiore, la lega a una sedia e la imbavaglia. Topolino, sentendo le urla di Minni al telefono, corre a casa della fidanzata. Topolino attira il gorilla fuori dalla stanza, libera Minni e tende una corda lungo la porta per far inciampare il bestione. Dopodiché, Topolino e Minni legano il gorilla insieme.

## Edizioni home video

### DVD
Il cortometraggio è incluso nel DVD Walt Disney Treasures: Topolino in bianco e nero.